# Candy Apple Grey
Candy Apple Grey — пятый студийный альбом американской группы Hüsker Dü, выпущенный в 1986 году, стал первым для группы диском, вышедшим на мейджор-лейбле Warner Bros.

## Об альбоме
Как и обычно, все треки альбома были написаны Бобом Моулдом или Грантом Хартом. Песни «Sorry Somehow» и «Don’t Want To Know If You Are Lonely», обе написанные и спетые Хартом, были выпущены в качестве синглов. На последнюю было снято промовидео, которое получило ротацию на MTV. Candy Apple Grey стал первым альбомом группы, который смог пробиться в чарт Billboard 200, однако из-за слабой поддержки на радио и телевидении он не смог подняться выше 140 места.

## Список композиций

### Сторона A
1. «Crystal» (Моулд) — 3:28
2. «Don't Want to Know If You Are Lonely» (Харт) — 3:29
3. «I Don't Know for Sure» (Моулд) — 2:27
4. «Sorry Somehow» (Харт) — 4:25
5. «Too Far Down» (Моулд) — 4:37

### Сторона B
1. «Hardly Getting Over It» (Моулд) — 6:02
2. «Dead Set on Destruction» (Харт) — 2:59
3. «Eiffel Tower High» (Моулд) — 2:49
4. «No Promise Have I Made» (Харт) — 3:39
5. «All This I've Done for You» (Моулд) — 3:09

## Участники записи
- Боб Моулд — вокал, гитара, клавишные, перкуссия
- Грант Харт — вокал, ударные, перкуссия, клавишные
- Грэг Нортон — бас-гитара